# Max Schmid
Max Schmid fue un deportista suizo que compitió en remo. Ganó dos medallas en el Campeonato Europeo de Remo, oro en 1920 y plata en 1925.

## Palmarés internacional
| Campeonato Europeo | Campeonato Europeo     | Campeonato Europeo | Campeonato Europeo |
| Año                | Lugar                  | Medalla            | Prueba             |
| ------------------ | ---------------------- | ------------------ | ------------------ |
| 1920               | Mâcon (Francia)        | Medalla de oro     | Scull individual   |
| 1925               | Praga (Checoslovaquia) | Medalla de plata   | Doble scull        |